# Загоричани
 Тази статия е за селото в Егейска Македония, Гърция.  За селото в Босна вижте Загоричани (Босна и Херцеговина).  За селото в Албания вижте Загоричани (община Поградец).
Загорѝчани, Загорѝчени или Загорѝчане (на гръцки: Βασιλειάδα, Василиада, катаревуса: Βασιλειάς, Василиас, до 1928 година Ζαγορίτσανη, Загорицани) е село в Гърция, дем Костур, област Западна Македония с 432 жители. Селото до 40-те години на XX век е крепост на българщината в Костурско и е наричано от жителите си и от гърците Малка София.

## География
Загоричани е разположено в географската област Пополе, в южните поли на планината Върбица, разклонение на Вич (Вици). Върбица заобикаля селото от изток и запад, а от юг е открито. В околните планини горите са представени предимно от дъбов и буков лес. Загоричани се отличава с мекия си климат. През селото тече Суха река, която под Загоричани се слива с Дива череша (Рема Агриокерасияс) и формира река Рот (Рема Василиадас), приток на Стара река (Ксиропотамос).
Селото е отдалечено на 7 километра източно от Горенци и на около 20 от демовия център – Костур. До селото е разположен Загоричанският манастир „Света Петка“.

## История

### В Османската империя
В XV век в Загоричани са отбелязани поименно 71 глави на домакинства. В османските данъчни регистри от средата на XV век Загоричани е споменато с 15 глави на семейства и един неженен: Трайко, Стайко, Стеван, Тодор, Драго, Стамат, Койо, Йорги, Никола, Добрил, Васил, Никола, Яно, Яно, Мано и Петру, и две вдовици Стана и Кала. Общият приход за империята от селото е 1262 акчета.
По време на Кримската война (1853 – 1856) в района върлуват разбойническите чети на Али Зот и Коста Рели, които нападат Загоричани. Четите са унищожени след края на войната.
През XIX век Загоричани е един от главните центрове на българското Възраждане в Костурско. През 1869 година в Загоричани се открива българско училище, в което учителства Георги Динков. След напускането му в училището преподават Петър Орлов и Григор Попанастасов. След 1872 година свещеник в селото е Димитър Топалов.
Александър Синве („Les Grecs de l’Empire Ottoman. Etude Statistique et Ethnographique“), който се основава на гръцки данни, в 1878 година пише, че в Загорицани (Zagoritzani) живеят 2700 гърци. Според „Етнография на вилаетите Адрианопол, Монастир и Салоника“, издадена в Константинопол в 1878 година и отразяваща статистиката на населението от 1873 година, в Загоричане (Zagoritchané) има 560 домакинства с 1600 жители българи. След Руско-турската война жителите на Загоричани молят Българската екзархия да поеме издръжката за учение на Козма Георгиев.
В 1889 година Стефан Веркович („Топографическо-этнографическій очеркъ Македоніи“) пише за Загоричани:
| „ | При спускане на изток от това село [вероятно Прекопана] към пътя, водещ към Костур, недалеко от пътя към Клисура се намира българското село или малко градче Загоричен с 350 къщи и 480 семейни двойки. Данъкът им е 31080 пиастри. Жителите почти всички са българи с изключение на няколко цигани. Местността е добра за хляб и лен. Има няколко градини. От жителите само незначителна част се занимава със земеделие, тъй като орната земя е недостатъчна. В околните планини Мирихска и Вич живеят диви свине и мечки. По-голямата част от жителите подобно на клисурци и леховци пътуват на гурбет, като между тях има и много богати хора. Тук има три църкви – едната скоро построена и красива, 5 свещеници, едно общо и едно гръцко училище. Местността е благоприятна за добитък, лен и коноп. Има и лозя, но само за домашно потребление. Има 15 магазина. | “ |

Атанас Шопов посещава Загоричани и в 1893 година пише:
| „ | От Бобища пътят ми беше в Загоричани, едно от най-големите села в Костурската епархия... Загоричанци се гордеят и с грамадна църква и с добри училищни здания, мъжко и женско, но не се гордеят със съгласие и единомислие. По причина отсъствието на тия две добродетели, училищните им здания са разделени на гъркомански и български. | “ |

От 1894 до 1899 година пет години в Загоричани преподава Златко Каратанасов, подпомаган от Хараламби Дорев от Ресен и Христо Узунов от Загоричани и учителката Ангелина Бонева, заменена на втората година последователно от Константина Дукова и Василка Касова. От седемте свещеника в селото четирима са екзархийски – поп Стефан, поп Яков, поп Георги Попнаумов и поп Григорий Попнаумов, и трима патриаршистки – поп Анастас Стари, поп Георги Стари Чанака и поп Анастас Млади.
В 1897 година селото преминава под върховенството на Българската екзархия. Според статистиката на Васил Кънчов („Македония. Етнография и статистика“) в 1900 година в Загоричани живеят 3300 жители българи.
На Етнографската карта на Битолския вилает на Картографския институт в София от 1901 година Загоричани е смесено българо-влашко-турско село в Костурската каза на Корчанския санджак с 476 къщи.
Загоричанци активно участват в Илинденското въстание, по време на което селото е изцяло опожарено, 55 души са застреляни, изклани или изгорени, а много жени изнасилени. Според друго сведение на ръководителите на Илинденско-Преображенското въстание в Костурско, включващо Васил Чекаларов, Лазар Поптрайков, Пандо Кляшев, Манол Розов и Михаил Розов, изпратено до всички чуждестранни консулства в Битоля на 30 август 1903 година в Загоричани са изгорени всички 680 къщи и са убити около 150 души старци, жени и деца.

Прѣдъ насъ бѣше и самото село. Нъ това село повече приличаше на малъкъ градецъ. Отдалечь изглеждаше като кѫщитѢ да сѫ здрави. Пѫтьтъ бѣше по долу отъ селото, та кѫщитѢ отъ вѫтрѣ неможеха да се видятъ. Само кога влѣзнахме вѫтрѣ, увѣрихме се, че то е изгорено. На никоя почти кѫща стѣнитѣ още не бѣха се срутили. Селото бѣше пусто. Само тукъ-тамѣ изъ ѫглитѢ на запустѣлитѣ кѫщи, ние забѣлѣзахме дрипави жени, по насълзенитѣ очи на които можеше да се отгатне, че тѣ cѫ изгубили всичко и молятъ за каквато и да е помощь. Камбанитѣ звонѣха и ние наближавахме да излѣземъ отъ селото. Спрѣхме се на Голѣмата чешма, отъ дѣто 
дѣдо владика се напи вода. Още единъ пѫть се обърнахме да видимъ голѣмото запустѣло село, всрѣдъ което здрава стоеше само величествената черква, като паметникъ за дълбоката набожность на населението...
[Олища] ако и здраво, нъ праздна кѫща или стая нѣмаше. Всички бѣха окупирани отъ селянитѣ на Загоричани... Селянитѣ не можеха да се нарадватъ, че въ селото имъ стъпва български владика. А първенцитѣ отъ Загоричани се прѣдставиха на дѣдо владика и поднесоха своята дълбока благодарность за високо благородната му мисия — да се притече на помощь на нещастнитѣ въ момента, когато тѣ чувствуваха най-голѣма нужда отъ такъва... Сутриньта първенцитѣ ни прѣдадоха списъка на кѫщитѣ и сѣмействата въ Загоричани. Споредъ тоя списъкъ, Загоричани броеше 506 олци, отъ които 505 изгорени, а една малка кѫщица останала здрава. Въ тия 506 кѫщи сѫ живѣли повече отъ 3500 жители... въ Олища... живѣеха около 200 сѣмейства отъ Загоричани. Другитѣ бѣха разпърснати по здравитѣ села Куманичово, Горенци и Клисура. Тридесетина сѣмейства живѣеха въ мънастиря св. Врачь.
Голяма част от жителите на изгореното село намират убежище в Клисура. През ноември 1903 година те са посетени от българския владика Григорий Пелагонийски, придружаван от Наум Темчев и Търпо Поповски, които раздават помощи на пострадалото население. Темчев пише: „Загоричани броеше 506 кѫщи, отъ които 505 изгорени, а една малка кѫщица останала здрава. Въ тия 506 кѫщи сѫ живѣли повече отъ 3500 жители. Помощитѣ, съ които разполагахме, бѣха много малко, та нито половината население можа да получи по нѣщо“.
Вие знаете, г-не, какво бѣше Загоричани. Всички села въ казата го наричаха главно село. Па, наистина, и главно бѣше. За такъво го броеше и хюкюмета въ Костуръ. То редовно си плащаше царската вергия. Мултезимитѣ се напрѣдварваха всѣка година да откупятъ ашара му, защото лесно събираха паритѣ си. Сиромахъ, ако попаднѣше въ него, благодаренъ си отиваше. А пакъ продавачитѣ на дребно отъ околнитѣ села, може би, повече скърбятъ и отъ насъ за разрушението му, защо то никога стокитѣ имъ не сѫ оставали не разпродадени въ него. Ние хубаво си живѣехме . Караници имахме само за училищата и църквата, нъ най-сетнѣ всички си дойдохме въ правия пѫть, дѣцата ни почнаха да се учатъ на своя езикъ и свещеницитѣ ни да пѣятъ на български въ църквата. Нъ ние, г-не, сме стари и не ще живѣемъ, колкото сме живѣли, та и не знаехме, какъ по-добрѣ може да се живѣе. Ала младитѣ не се задоволяваха съ това. Тѣ ходятъ по чужбина и разправятъ, че тамъ хората живѣели свободно. А пакъ нашитѣ аги не допускатъ да се сравняваме съ тѣхъ, а камо ли да сме по-добрѣ. Напослѣдъкъ тѣ бѣха се запрѣтнали да ни съсипятъ, прѣди нашитѣ млади да докажатъ, че и ние искаме по-добъръ животъ. По такъвъ начинъ турцитѣ прѣдизвикаха едно възстание, жертва на което стана и нашето село. Прѣди възстанието... въ Загоричани квартируваше единъ бюлюкъ войска. Юзбашията бѣше много лошь човѣкъ. Той изтезава нѣкои наши момчета тъй жестоко, че просто да ти настръхнатъ космитѣ... Нашитѣ момчета, най-сетнѣ, рекли да не търпятъ това и на 20-юлий всички се заловиха за пушкитѣ. Юзбашията заедно съ войската нѣколко дни по-рано напусна селото. Отъ нашето село излѣзоха около 150 души четници. Тѣ захванаха Върбица и заградиха пѫтя за Костуръ отъ Суровичово. Цѣли 25 дни македонски знамена се развѣваха по върховетѣ на планината, и ние не видѣхме турчинъ съ очи. Много други чети съ знамена минаваха прѣзъ селото ни. Други слизаха отъ планината и пакъ се изкачваха. Жени, дѣца, па и ние старцитѣ сърдце не ни търтѣше. Азъ самъ нѣколко пѫти се пзкачвахъ на Върбица и плакахъ отъ радостщ, кога гледахъ толкова наши момчета въоръжени и съ добра команда. Всички се радваха, всички ликуваха. Хилядници четници ежедневно се упражняваха. Всички вѣрвахме, че турцитѣ ще набератъ много войски, нъ напълно се надѣвахме, че ще имаме вънкашна помощь. Най-сетнѣ дойде и 14-авг. Още рано взеха да се слушатъ постоянни гърмежи. Населението се изплаши. Забъркахме се и не знаехме, кой пѫтъ да хванемъ. Войска никждѣ не се виждаше. Къмъ 6 часътъ узнахме, че многочислени войски вървнятъ къмъ Прѣкопана по билото на планината, като непрѣстаняо гърмятъ. Настѫпи 11 часътъ. Войскитѣ се натъкмиха на Върбица. Никой не знаеше участьта на четницитѣ. Топовни гърмежи, насочени къмъ Загоричани, всѣха ужась въ населението. Нѣкои гранати падаха въ селото и се разпукваха. Събрахме се всички старци на Голѣмата чешма. Рекохме да вървимъ на с. з. къмъ планината. Слѣдъ насъ се стекоха жени и дѣца. Минахме лозята π се изкачихме на баиря Крестецъ. Куршумитѣ се сипѣха. Една граната падна всрѣдъ купъ жени и дѣца, нъ не се пукна. Всички извикахме да вървимъ въ мънастиря св. Врачь и ударихме по нанадолището на баиря. Кой каквото можеше да грабне отъ кѫщи, носѣше го съ себе си. Вечерьта мънастирътъ се изпълни съ народъ. Полето бѣше освѣтлено отъ подпаленото село Бъмбоки. Очаквахме да видимъ и Загоричани подпалено. По рѫта на Върбица забѣлѣзахме на много мѣста огньове. Гърмежитѣ бѣха прѣстанали... Сѫщата вечерь, продължи дѣдо Нолйо, много сѣмейства отъ селото ни забѣгнаха по посока къмъ Бобища й довечерьта стигнали въ Клисура. Само нѣкои слѣпци и старци останали въ селото. Въ петъка къмъ пладне високо надъ баиря св. Илия взеха да се издигатъ гъсти облаци оть червенъ пламъкъ. Загоричани горѣше. Врѣмето бѣше сухо. Сламата, сѣното и житото бѣха прибрани. Всичко помагаше за по лесното подпалвание на къщитѣ и плѣвнитѣ. Вечерьта въ монастиря стигна една мома, на нѣколко мѣста ранена. Тя се вика Ленка, и нейниять разказъ ни потресе. Тя захвана така: „Братъ ми Лексо бѣше раненъ въ крака като четникъ въ едно прѣдишно сражение. Кога снощи избѣгаха селянитѣ, ние и тритѣ, майка, невѣста и сестра, рѣшихме се да не се отдѣляме отъ брата си и останахме цѣлата нощь въ кѫщи. Селото бѣ пусто. Чуваше се само грозното виене на кучетата. А изпоплашениятъ добитъкъ отъ тревогата прѣзъ деня никъдѣ не можеше да намѣри мѣсто. Най-послѣ се съмна. Кога братъ ми чу тръби да свирять, качи се
на добиче и заедно съ него всички тръгнахме къмъ баиря св. Илия. Съ стотини куршуми фучаха около насъ. Нъ кога видѣхме, че нѣколко солдати тичатъ, за да ни застигнатъ, братъ ми, много неочаквано за мене, извади револвера си и застрѣля жена си, която на минутата издъхна. Послѣ се обърна къмъ майка и съ единъ само куршумъ я уби. Върху мене стрѣля два пѫти, нъ ето азъ останахъ жива. Послѣдниятъ патронъ пукна
въ устатата братъ ми, който и се отъркаля отъ добичето. Солдатигѣ стигнаха, нъ намѣриха само мъртви трупове, а отъ нѣколко мѣста на моето тѣло течеше изобилна кръвь. Мъртвитѣ тѣла съблѣкоха, а отъ мене вемаха само горнята ми дреха. Азъ останахъ сама и съ мѫка кое влѣчешкомъ, кое на крака дойдохъ въ мънастиря.“... По баиритѣ около него [Загоричани] се настани войска. Тя не пропускаше никого. Още отъ далечъ женитѣ се посрѣщаха съ залпове. Тогава се започнаха редовни ежедневни посѣщения отъ страна, на башибозука. Въоръжени турци отъ ближнитѣ и далечни турски села всѣки день се събираха на групи всрѣдъ полето... съ стотини башибозуци влизаха въ селото, ограбваха всѣка кѫща по отдѣлно и я подпалваха. Това се продължава цѣли двайсетъ дни, докато отъ хубавото село Загоричани не остана ни една кѫща. Всички старци и слѣпци, останали въ селото, намѣрихме ги едни заклани, а други изгорени. Всички загинали въ селото възлизатъ на 42 души, между които 4 жени.
А пакъ ние около 20-тина жени... съ натоварени добитъци заминахме къмъ полето и тамъ прѣнощувахме, скрити въ кукурузитѣ. Тукъ-тамъ изъ кукурузитѣ се криеха и нѣкои старци. На другия день 15 августъ ние не знаехме какво да правимъ. Тъкмо кога рѣшихме да тръгнемъ къмъ мънастиря, нивитѣ задъ насъ и ближния баиръ Жълта шума бѣха се напълнили съ червени фесове. Едно отдѣление почна да се движи къмъ селото, като пушкаше непрѣстанно. Слѣдъ това отъ нѣколко мѣста трѫби затрѫбиха и цѣлата войска се опѫти къмъ Загоричани. Сѫщеврѣмено и насъ застигнаха солдати, заобиколиха ни и ни отнеха добитъцитѣ и всичко, каквото имахме върху себеси. Прѣдъ насъ въ ендека се скриха двама старци. Солдатитѣ ги бѣха съгледали. Единиятъ отъ тѣхъ, като че ли остана мъртъвъ и не се помръдна. Нѣколко куршуми го пронизаха. Ние изпискахме отъ ужась. А другиятъ, който бѣше направилъ толкова добрини на селото, извѣстниятъ Насе Чулевъ, изправи се и издигна рѫцѣтѣ си къмъ небото и шепнѣше си нѣкаква молитва. Единъ солдатинъ се приближи до него и го мушна съ щика си. Той падна на земята, като скри лицето съ ржцѣтѣ си. Единъ залпъ отъ куршуми го уложи на мѣстото. Всички ние, г-не, трецерѣхме и мислѣхме, че и съ насъ ще стане същото. Нъ единъ зводъ солдати ни закара на долу. Слѣдь 2 1/2 часа пѫть, ние стигнахме въ Маврово, дѣто ни прѣдадоха на бинбашията.
Почти цялото село е под върховенството на Българската екзархия и не се отказва от нея чак до Балканската война. Според гръцка статистика в селото има 3000 жители с 350 екзархийски семейства и 130 гръцки, като след Илинденското въстание доминацията на екзархистите става пълна. По данни на секретаря на екзархията Димитър Мишев („La Macédoine et sa Population Chrétienne“) в 1905 година в селото има 3672 българи екзархисти, 450 патриаршисти и 48 власи. В селото функционират две български училища. Според свещеник Златко Каратанасов от Бобища Загоричани има 600 български къщи.
Гръцка статистика от 1905 година показва Загоричани като село с 2500 жители българи и 500 гърци. Според Георги Константинов Бистрицки Загоричани преди Балканската война има 600 български къщи.

#### Загоричанско клане
След въстанието голямото будно българско село става трън в очите и на гръцката пропаганда в региона, начело с костурския митрополит Германос Каравангелис. На 25 март (7 април нов стил) 1905 година съединени андартски чети от около 300 души под ръководството на Георгиос Цондос нападат селото и извършват страшно клане, в което загиват около 100 души, а цялото село е отново изгорено. След това клане започва постепенният упадък на Загоричани и масовото изселване на жителите му в свободна България, което се засилва след попадането на селото в Гърция през 1912 година вследствие на Балканската война.
През 1907 година жители на Загоричани основават в Торонто, Канада, Загорицко спомагателно дружество „Мир“, чиято цел е подпомагането на преселените в Северна Америка жители на селото при болест, смърт и безработица.
На етническата карта на Костурското братство в София от 1940 година, към 1912 година Загоричани е обозначено като българско селище.
При избухването на Балканската война в 1912 година 42 души от Загоричани са доброволци в Македоно-одринското опълчение.

### В Гърция
През войната в селото влизат гръцки части и след Междусъюзническата война в 1913 година остава в Гърция. Първото гръцко преброяване от 1913 година показва 2320 души, а това от 1920 година – 376 семейства с 1246 души. В периода 1914 – 1919 92, а след 1919 – 98 жители на Загоричани се изселват по официален път в България. Започва терор над изявеното българско население, през 1913 година гръцката армия избива български учители и свещеници, сред които Глигор Зисов. През август 1914 година в селото са арестувани и бити Алеко Далев, Сидо Карагешов, Ляко Мишаков, Иван Каришов, Дамян Ичков, Иван Алексов и други. Ляко Мишаков умира от побоя.
Боривое Милоевич пише в 1921 година („Южна Македония“), че Загоричани има 300 къщи славяни християни.
Населението произвежда жито, градинарски култури и овощи.
След гръцката катастрофа в Гръцко-турската война и Лозанския мир в селото са заселени 33 бежански семейства на понтийски гърци, общо 112 души. Преброяването от 1928 година сочи 735 жители, от които 25 семейства и 72 души гърци бежанци. В същата година селото е прекръстено на Василиас на митрополит Василий Смирненски, който е родом от Загоричани. Придошлите понтийци влизат в остър конфликт с местните жители. По думите на местната жителка Димана Долева:
| „ | Маджѝрите, придуйдѐни у Загорѝчини, сака̀я да мо а скъ̀рше на наро̀до вѐрата буга̀рцка. | “ |

Преброяването през 1932 година показва 180 българогласни семейства всичките с „изявено българско национално съзнание“. При диктатурата на Йоанис Метаксас от 1936 до 1941 година българщината в Загоричани е подложена на нови преследвания. Както си спомня местният жител Сотир Долев:
| „ | Метакса̀та ѐзико ни го пусѐче. Да не збо̀рваме буга̀рцки, а да збо̀рваме гъ̀рцки. Гъ̀рцки нѝкуй не знаѐше. | “ |

Секретен доклад на жандармерийския началник в Лерин Никифоракис от 8 април 1940 година посочва Загоричани заедно с Екши Су, Мокрени и Буф като едно от селата с най-голяма концентрация на „българомислещи“ в региона.

### Втората световна война
След разгрома на Гърция от Нацистка Германия през април 1941 година в селото е създадено подразделение на Българския клуб и загориченци активно се включват в българската паравоенна организация Охрана, като в селото е създадена чета на организацията. През май 1943 година селската милиция отблъсква нападение на гръцки паравоенни организации. По думите на Сотир Долев:
| „ | Гъ̀рците на ло̀шо о̀ко гу има̀я Загурѝчени, Ма̀ла Со̀фя му велѐя. И сѐтне на мачѐя. На пранудѝя да зѐваме пу̀шки, кумѝти да ста̀ваме четѝрдасе и трѐта гудѝна, да а чека̀ме Буга̀ря. А̀ма Буга̀ря ту̀ку грѐди не гредѐно. | “ |

В доклада си от 1 декември 1944 година заместник-началникът на англо-американската военна мисия в Костурско и Леринско Патрик Еванс говори за силното българско влияние сред „македонците“, в „пробългарските села“ като Загоричани, наричано от жителите му Малката София.
В 1945 година в селото има 910 българогласни, всичките с „негръцко национално съзнание“. На 4 декември 1945 година започва процес срещу 56 загоричанци по обвинение в участие в Охрана и „комитаджийство“, от тях шестима – Коста Бабалов, Васил Лузов, Коста Карадимов, Спиро Карагеоргиев, Никола Шишков и Никола Бързов са осъдени на смърт, 11 – на доживотен затвор, а останалите на затвор между 5 и 30 години.

### След Втората световна война
В Гражданската война в Гърция мнозина жители на селото подкрепят комунистическите партизани. Както си спомня Сотир Долев:
| „ | Ко̀га са варна̀я гъ̀рците четѝрдасе и пѐтта гудѝна, фатѝя да не пъ̀шке за то шу бѐме кумѝти, шо а чека̀ме Буга̀ря. Съ̀рбя пу̀ши партиза̀ни у Вѝчо, гулѐма пропага̀нда напра̀ви. За нас или за̀твур или партиза̀ни у планѝната су сърбума̀ните кумунѝсти. Друк път нема̀ше. И та̀ка пу причѝна на съ̀рпцката полтѝка дип са расту̀ри сѐлто, му гу направѝя кѐфо на гъ̀рците. То ло̀шо, фто̀руто партиза̀нсво съ̀рбите максу̀с гу направѝя, за да нѐма буга̀ри у Гъ̀рцка Македо̀ня и тѝя да мо̀же пу-лѐсно у нѝната Македо̀ня уд буга̀ри сарбома̀ни да напра̀ве. | “ |

В Гражданската война Загоричани дава 62 убити, а 242 души емигрират. 174 деца са изведени от селото от комунистическите части като деца бежанци.

Българският дипломат Коста Ламбрев, който успява да посети селото през 50-те години на ХХ век, пише:
| „ | „... първото ми впечатление беше поразяващо: хората, които се трупаха около нас, бяха предимно жени, забрадени с черни кърпи, деца и старци. Всички имаха вид на хора, които се връщаха от панихида или са претърпали тежко природно бедствие. Видът на селото допълваше тази картина. Разрушени, опожарени изоставени къщи навяваха тъга и показваха, че тук е налетяла беда.“ | “ |

През 60-те години на XX век започва масова емиграция отвъд океана.
| Име          | Име           | Ново име           | Ново име           | Описание                                                               |
| ------------ | ------------- | ------------------ | ------------------ | ---------------------------------------------------------------------- |
| Рот          | Ρὸτ           | Рема Василиадос    | Ρέμα Βασιλειάδος   | река образувана под Загоричани от Дива череша и Сухата (Селската) река |
| Стрилец      | Στρίλετς      | Токсотис           | Τοξότης            | връв във Вич (1076 m), ЮИ от Загоричани и СЗ от Бобища                 |
| Бобищка река | Μπομπίτσκο    | Рема Вергас        | Ρέμα Βέργας        | река, минаваща през Бобища, приток на Котури                           |
| Дива череша  | Ντίβα Τσέρεσι | Рема Агриокерасияс | Ρέμα Αγριοκερασιάς | река, минаваща С от Загоричани                                         |
| Върбица      | Βέρμπιστα     | Кронос             | Κρόνος             | планина СИ от Загоричани, южно разклонение на Вич                      |
| Бела вода    | Μπέλα Βόδα    | Аспронери          | Ασπρονέρι          | местност и река във Вич, С от Загоричани, приток на Стара река         |
| Вилища       | Βίλιστα       | Нераида            | Νεράϊδα            | връх във Вич (1250 m), С от Загоричани и Ю от Прекопана                |

| Година    | 1913 | 1920 | 1928 | 1940 | 1951 | 1961 | 1971 | 1981 | 1991 | 2001 | 2011 | 2021 |
| --------- | ---- | ---- | ---- | ---- | ---- | ---- | ---- | ---- | ---- | ---- | ---- | ---- |
| Население | 2320 | 1247 | 735  | 1247 | 720  | 754  | 479  | 502  | 458  | 432  | 325  | 275  |

## „Въведение Богородично“
Основна забележителност на Загоричани е църквата „Въведение Богодорично“. Църквата е голям храм – 24 на 14 метра, разположен в центъра на селото. Изграден е върху основите на по-стара църква и е осветен на 10 май 1861 година, за което свидетелства надпис върху мраморна плоча на южната стена. Църквата е трикорабна, като левият кораб – женското отделение – е посветен на Свети Николай, а десният – на Свети Йоан Богослов. В храма има ценни икони, по-стари от църквата. Ктиторският надпис е на гръцки и гласи:
| „ | Този Божий и свети храм на Въведението на Нашата Пресвета Владичица Богородица и Вечна Дева Мария, бе издигнат из основи - по времето на Светия Костурски Никифор и с разходите на всички благочестиви, добри и православни християни от селото Загоричани за во веки веков и памет от майстори жупанци, 1861 г., 10 май | “ |

## Личности
В Загоричани са родени българският революционер и виден войвода на Върховния македоно-одрински комитет Анастас Янков, българският духовник, архимандрит и общественик, председател на Костурската българска община Сава Цеков, българският политик и философ, основател на организираното социалистическо движение в България и на първата социалдемократическа партия на Балканския полуостров Димитър Благоев, българският общественик, председател на Костурското благотворително братство, деец на Вътрешната македонска революционна организация Спиро Василев,висшият православен духовник, анхиалски и смирненски митрополит на Вселенската патриаршия Василий Смирненски, българската просветна деятелка и революционерка Маслина Грънчарова, българската общественичка и дарителка Хрисанта Патерова и много други.

## Други
На Загоричане е наречена улица в квартал „Гео Милев“ в София (Карта).

## Галерия документи
- Писмо на Българска църковна община в Загоричани до Никола Поповски, с. 1, 6 октомври 1912 година
- Писмо на Българска църковна община в Загоричани до Никола Поповски, с. 2, 6 октомври 1912 година

## Галерия исторически снимки
- Изглед към селото
- Български момиченца в руините на Загоричани след клането 1905 година
- Руините на селото
- Пощенска картичка „Помнете Загоричани“